# خط رامفورد تا آپمینستر
خط رامفورد تا آپمینستر (انگلیسی: Romford to Upminster Line) یکی از خط‌های متروی زمینی لندن است.
این خط در سال ۱۸۹۳ افتتاح شده و دارای ۳ ایستگاه می‌باشد.

## خط‌ها
- ایستگاه راه‌آهن رامفورد
- ایستگاه راه‌آهن امرسون پارک
- ایستگاه آپمینستر